# Huolongmen (sockenhuvudort i Kina, Heilongjiang Sheng, lat 49,80, long 125,78)
Huolongmen (kinesiska: 霍龙门, 霍龙门乡) är en sockenhuvudort i Kina. Den ligger i provinsen Heilongjiang, i den nordöstra delen av landet, omkring 450 kilometer norr om provinshuvudstaden Harbin. Antalet invånare är 11 646. Befolkningen består av 5 630 kvinnor och 6 016 män. Barn under 15 år utgör 17,0 %, vuxna 15-64 år 76 %, och äldre över 65 år 5,0 %.
Runt Huolongmen är det ganska glesbefolkat, med 34 invånare per kvadratkilometer. Det finns inga andra samhällen i närheten. Omgivningarna runt Huolongmen är en mosaik av jordbruksmark och naturlig växtlighet.
Genomsnittlig årsnederbörd är 811 millimeter. Den regnigaste månaden är juli, med i genomsnitt 209 mm nederbörd, och den torraste är januari, med 10 mm nederbörd.